# South-American Beach Games 2009/Beachhandball
Der Beachhandball-Wettbewerb bei den South-American Beach Games 2009 (spanisch Juegos Suramericanos de Playa 2009; portugiesisch Jogos Sul-Americanos de Praia 2009) waren die erste Austragung der erstmals ausgetragenen South-American Beach Games. Der Beachhandball-Wettbewerb wurde vom 2. bis 6. Dezember des Jahres am breiten Sandstrand des Stadtviertels Pocitos von Montevideo in Uruguay von der Organización Deportiva Suramericana (ODESUR) durchgeführt. Es war damit der zeitlich erste Wettbewerb der Spiele, der begonnen wurde. Nach den Asian Beach Games im Vorjahr war es die zweite Veranstaltung im Beachhandball auf kontinentaler beziehungsweise regionaler Ebene für Nationalmannschaften, die keine kontinentale Meisterschaft, sondern Bestandteil einer Multisport-Veranstaltung war.

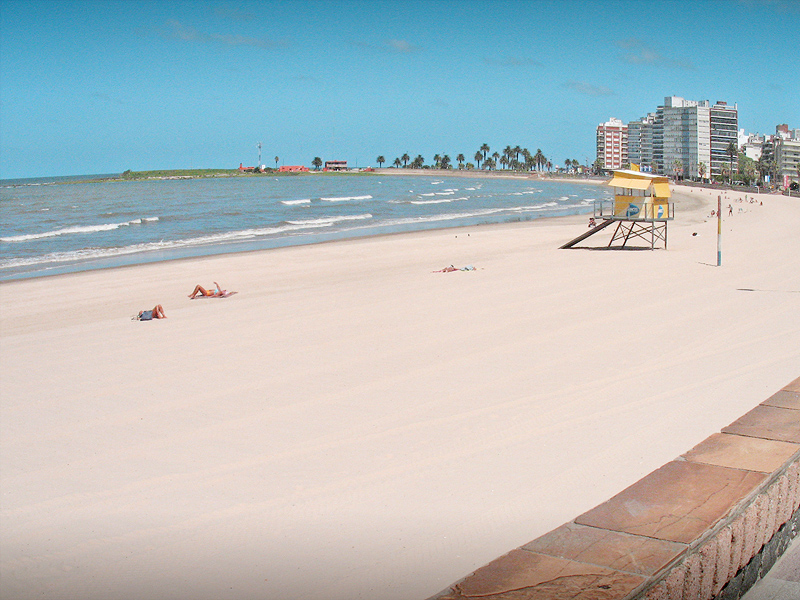
Playa Pocitos Pano

Im Vergleich zu den Panamerikanischen Meisterschaften des Vorjahres nahmen an den South-American Beach Games mit vier weiblichen und sechs männlichen Mannschaften eine Frauen-Nationalmannschaft weniger, dafür zwei Männermannschaften mehr teil, wobei keine Mannschaften Nord- und Mittelamerikas sowie der Karibischen Inseln teilnehmen durften, was bei den Panamerika-Meisterschaften 2008 aber ohnehin nur auf die Dominikanische Republik zutraf. In den folgenden Jahren sollten die South-American Beach Games meist eine im Schnitt größere Zahl an teilnehmenden Nationen aufweisen, trotz der eingeschränkteren potentiellen Teilnehmerzahl. Für Ecuador war es das internationale Debüt.
Brasilien konnte einmal mehr bei einem Nationalmannschaftsturnier in den Amerikas beide Titel gewinnen, ebenso einmal mehr in den Finalspielen gegen die Mannschaften Uruguays.
| Frauen Details | Montevideo, Uruguay | Brasilien | 2:0 | Uruguay | Argentinien | 2:0 | Paraguay |
| Männer Details | Montevideo, Uruguay | Brasilien | 2:0 | Uruguay | Chile       | 2:0 | Ecuador  |

## Platzierungen der Mannschaften
| Nation         | Frauen | Männer |
| -------------- | ------ | ------ |
| Argentinien    | 3      | 5      |
| Brasilien      | 1      | 1      |
| Chile          | –      | 3      |
| Ecuador        | –      | 4      |
| Paraguay       | 4      | 6      |
| Uruguay        | 2      | 2      |
| Teilnehmerzahl | 5      | 4      |

| Legende | Legende | Legende | Legende              |
| ------- | ------- | ------- | -------------------- |
| 1       | 2       | 3       | Podest-Platzierungen |
| 4       | 4       | 4       | Halbfinalist         |